# マルコ・エストラーダ
マルコ・R・エストラーダ（Marco R. Estrada, 1983年7月5日 - ）は、メキシコ合衆国ソノラ州シウダーオブレゴン出身のプロ野球選手（投手）。右投右打。現在は、フリーエージェント（FA）。愛称はエストラダビエン（Estradabien）。

## 経歴

### プロ入り前
メキシコ北部のソノラ州で生まれ、6歳の時に家族でアメリカ合衆国カリフォルニア州サンフェルナンド・バレーに移住。カリフォルニア州立大学ロングビーチ校に進学した。

### プロ入りとナショナルズ時代

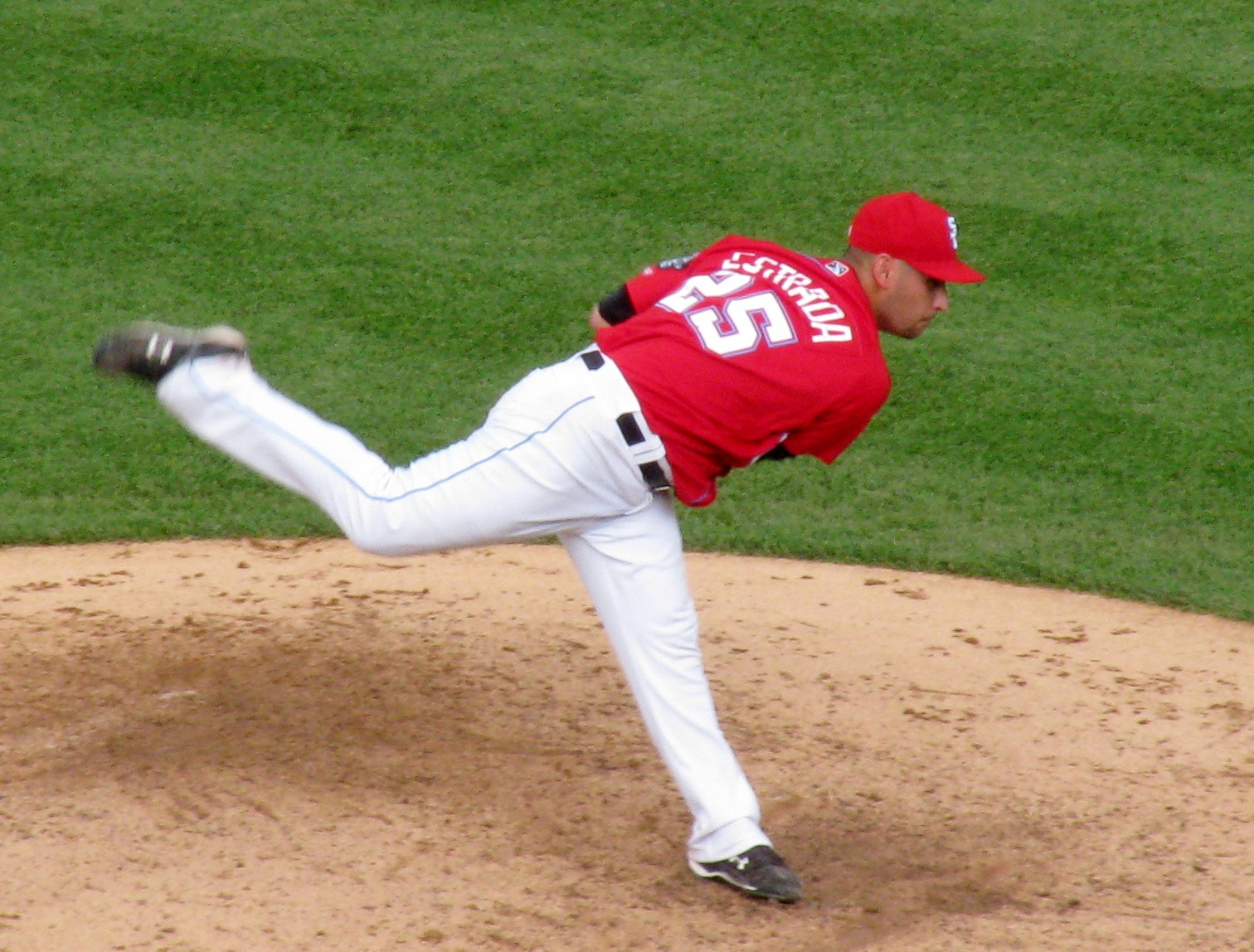
ワシントン・ナショナルズ時代
（2009年9月7日）

2005年のMLBドラフト6巡目（全体174位）でワシントン・ナショナルズから指名され、入団。
2008年8月にメジャーデビューを果たすが、不安定な投球が続き、メジャーには定着できなかった。

### ブルワーズ時代

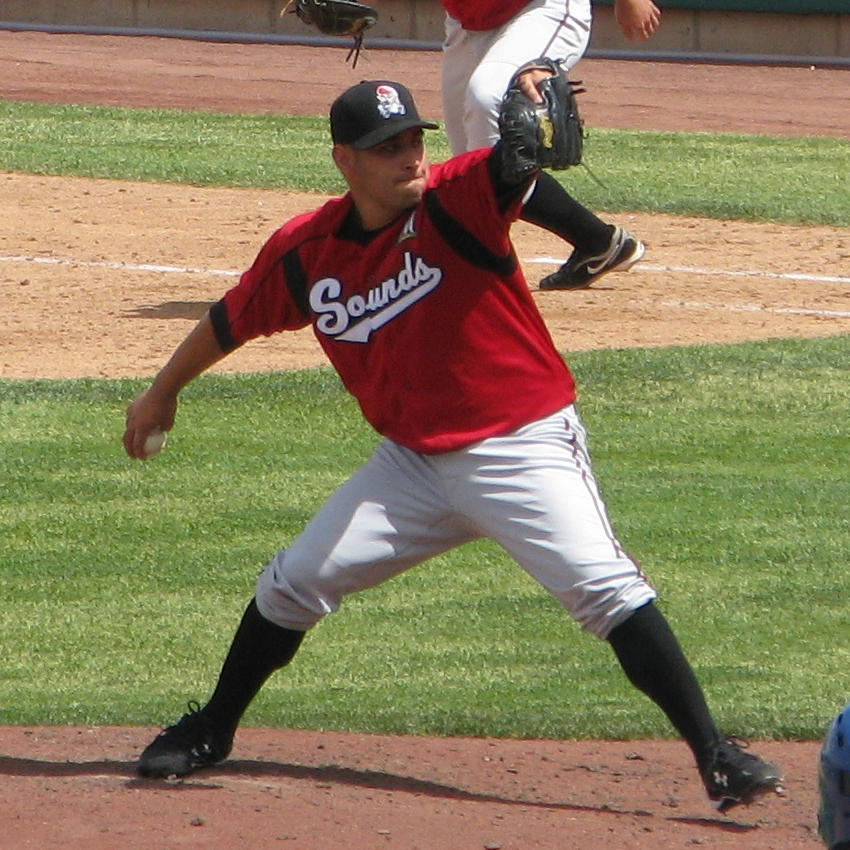
AAA級ナッシュビル・サウンズ時代
（2010年5月9日）

2010年2月3日にウェイバー公示を経てミルウォーキー・ブルワーズへ移籍した。シーズンでは、肩を痛めたこともあり、メジャーとマイナーで合計14試合しか登板できなかった。
2011年はスプリングトレーニング中のオープン戦で好投し、ザック・グレインキーが復帰するまでの代役として開幕ローテーションに入った。グレインキーが復帰した後は、主にロングリリーバーとして活躍し、自己最多の43試合に登板した。
2012年はクリス・ナーブソンが故障で離脱したため、代わりに先発ローテーションに入った。シーズンオフにブルワーズと195万5000ドルで1年契約を結んだ。
2013年開幕前の3月に開催された第3回ワールド・ベースボール・クラシック(WBC)のメキシコ代表に選出された。

### ブルージェイズ時代
2014年11月1日にアダム・リンドとのトレードで、トロント・ブルージェイズへ移籍した。
2015年は年間通じて先発ローテーションに入って投げた。規定投球回に達し、いずれも自己記録を大幅に更新する13勝、防御率3.13を記録し、大ブレークを果たした。また、前年比で約30.0イニング増えた一方で被本塁打の本数を減らし、ホームランを浴びる割合を低下させた。オフの11月2日にFAとなったが、13日にブルージェイズと2年契約を結んだ。
2016年は前半戦で16試合に先発登板し、5勝3敗、防御率2.93、被打率.173という好成績を残してオールスターのメンバーに選出された（故障の為、出場辞退）。レギュラーシーズンでは29試合に先発登板し、2年連続で規定投球回に到達。防御率3.48・9勝9敗と惜しくも2年連続二桁勝利とはならなかったが、ここ4シーズンでは最高の奪三振率8.4をマークするなど、一定の成果も残した。
2017年開幕前の2月8日に指名投手枠で第4回WBCのメキシコ代表に選出されたが、合流することは無かった。
2018年10月29日にFAとなった。

### アスレチックス時代
2019年1月25日にオークランド・アスレチックスと1年400万ドルの契約を結んだ。8月20日に自由契約となった。

## 投球スタイル
真上から振り下ろすオーバースローから、最速93.6mph（約151 km/h）・平均88mph（約142km/h）のフォーシームと、平均87mph（約140km/h）のカッターの2種類の速球を中心に、決め球である平均77mph（約124 km/h）のチェンジアップ、平均77mph（約124 km/h）のカーブを使用する（2016年による）。

カッターは2011年から投げるようになったが、同年以外は1シーズンに数球投げる程度だった。2016年からは再び多投しており、速球の3分の1（全体の約20％）を占めるようになった。また以前はツーシームも投げていたが、2011年をピークに徐々に少なくなり2014年以降は使用していない。

かつては、奪三振率が高いものの制球難だったが、近年では制球力が大幅に改善され、与四球率が例年2点台と高水準をキープしている。一方で、球速は年々低下しており、2011年の平均球速は147km/hだったのに対し、2016年は143km/hとなっている。またそれに比例するように三振能力も低下しており、投球イニングとほぼ同数の三振（奪三振率9.00前後）を奪っていたが、2014年は奪三振率7.59、2015年は6.51、2016年は8.44となっている。

2016年までにおけるメジャー通算のFB%が48 %と高く、これに伴って被本塁打も多い。2014年にはリーグ最多の29本を喫しており、メジャー昇格後は一度も被本塁打率1.00を下回ったことがない。

## 詳細情報

### 年度別投手成績
| 年 度     | 球 団     | 登 板 | 先 発 | 完 投 | 完 封 | 無 四 球 | 勝 利 | 敗 戦 | セ 丨 ブ | ホ 丨 ル ド | 勝 率 | 打 者 | 投 球 回 | 被 安 打 | 被 本 塁 打 | 与 四 球 | 敬 遠 | 与 死 球 | 奪 三 振 | 暴 投 | ボ 丨 ク | 失 点 | 自 責 点 | 防 御 率 | W H I P |
| --------- | --------- | ----- | ----- | ----- | ----- | -------- | ----- | ----- | -------- | ----------- | ----- | ----- | -------- | -------- | ----------- | -------- | ----- | -------- | -------- | ----- | -------- | ----- | -------- | -------- | ------- |
| 2008      | WSH       | 11    | 0     | 0     | 0     | 0        | 0     | 0     | 0        | 3           | ----  | 63    | 12.2     | 17       | 4           | 5        | 1     | 2        | 10       | 0     | 0        | 13    | 11       | 7.82     | 1.74    |
| 2009      | WSH       | 4     | 1     | 0     | 0     | 0        | 0     | 1     | 0        | 0           | .000  | 33    | 7.1      | 6        | 1           | 4        | 0     | 0        | 9        | 1     | 0        | 6     | 5        | 6.14     | 1.36    |
| 2010      | MIL       | 7     | 1     | 0     | 0     | 0        | 0     | 0     | 0        | 0           | ----  | 58    | 11.1     | 14       | 3           | 6        | 0     | 1        | 13       | 2     | 0        | 13    | 12       | 9.53     | 1.77    |
| 2011      | MIL       | 43    | 7     | 0     | 0     | 0        | 4     | 8     | 0        | 4           | .333  | 381   | 92.2     | 83       | 11          | 29       | 2     | 2        | 88       | 4     | 2        | 45    | 42       | 4.08     | 1.21    |
| 2012      | MIL       | 29    | 23    | 0     | 0     | 0        | 5     | 7     | 0        | 1           | .417  | 562   | 138.1    | 129      | 18          | 29       | 0     | 0        | 143      | 4     | 1        | 62    | 56       | 3.64     | 1.14    |
| 2013      | MIL       | 21    | 21    | 0     | 0     | 0        | 7     | 4     | 0        | 0           | .636  | 512   | 128.0    | 109      | 19          | 29       | 0     | 2        | 118      | 3     | 0        | 56    | 55       | 3.87     | 1.08    |
| 2014      | MIL       | 39    | 18    | 0     | 0     | 0        | 7     | 6     | 0        | 0           | .538  | 624   | 150.2    | 137      | 29          | 44       | 0     | 3        | 127      | 2     | 1        | 77    | 73       | 4.36     | 1.20    |
| 2015      | TOR       | 34    | 28    | 0     | 0     | 0        | 13    | 8     | 0        | 0           | .619  | 725   | 181.0    | 134      | 24          | 55       | 2     | 5        | 131      | 2     | 0        | 67    | 63       | 3.13     | 1.04    |
| 2016      | TOR       | 29    | 29    | 0     | 0     | 0        | 9     | 9     | 0        | 0           | .500  | 723   | 176.0    | 132      | 23          | 65       | 1     | 4        | 165      | 5     | 0        | 73    | 68       | 3.48     | 1.12    |
| 2017      | TOR       | 33    | 33    | 0     | 0     | 0        | 10    | 9     | 0        | 0           | .526  | 806   | 186.0    | 186      | 31          | 71       | 0     | 2        | 176      | 1     | 0        | 104   | 103      | 4.98     | 1.38    |
| 2018      | TOR       | 28    | 28    | 0     | 0     | 0        | 7     | 14    | 0        | 0           | .333  | 627   | 143.2    | 155      | 29          | 50       | 0     | 2        | 103      | 3     | 0        | 91    | 90       | 5.64     | 1.43    |
| 2019      | OAK       | 5     | 5     | 0     | 0     | 0        | 0     | 2     | 0        | 0           | .000  | 106   | 23.2     | 23       | 7           | 8        | 0     | 3        | 11       | 2     | 0        | 19    | 18       | 6.85     | 1.31    |
| MLB：12年 | MLB：12年 | 283   | 194   | 0     | 0     | 0        | 62    | 68    | 0        | 8           | .477  | 5220  | 1251.1   | 1125     | 199         | 395      | 6     | 26       | 1094     | 29    | 4        | 626   | 596      | 4.29     | 1.22    |

- 2019年度シーズン終了時

### 記録
- MLBオールスターゲーム選出：1回（2016年）

### 背番号
- 55（2008年 - 2009年）
- 45（2010年）
- 41（2011年 - 2014年）
- 25（2015年 - 2018年）
- 21（2019年）

### 代表歴
- 2013 ワールド・ベースボール・クラシック・メキシコ代表